# 扁體刺鰍
扁體刺鰍為輻鰭魚綱合鰓目刺鰍亞目刺鰍科的其中一種，分布於非洲坦干伊喀湖流域，體長可達16公分，棲息在岩石底質水域，屬肉食性，可做為食用魚及觀賞魚。